# Nagia episcopalis
Nagia episcopalis är en fjärilsart som beskrevs av George Francis Hampson 1926. Nagia episcopalis ingår i släktet Nagia och familjen nattflyn. Inga underarter finns listade i Catalogue of Life.